# Огњен Амиџић
Огњен Амиџић (Шабац, 17. јун 1975) српски је музичар, телевизијски водитељ и глумац. Аутор је и водитељ емисије Амиџи шоу (2008—данас).

## Биографија
Његов отац Зоран био је новинар и уредник дописништва ТВ Београд из Шапца који је заједно са екипом убијен 1991. у Новом Селишту на Банији када се враћао након обављене репортаже са ратишта у Хрватској. Након очеве смрти Огњен почиње да ради на ТВ Шабац где је водио музичку емисију Ви-Џеј 015. После завршене Шабачке гимназије, одлази на студије историје на Филозофском факултету Универзитета у Београду, али није га завршио. Касније је дипломирао на Факултету за медије и комуникације Универзитета Сингидунум.
Почиње прво да ради на радио-станици Београд 202, а потом и на Радио-телевизији Србије на којој је водио, у то време, популарну музичку емисију Гаража. Године 2002. прелази на ТВ Пинк, на којој осмишљава нову забавну форму Јутарњег програма. Гости су му долазили у кревет, а он је емисију водио у пиџами. Касније је ту идеју проширио и на остале Пинкове придружне станице у Босни и Херцеговини и Црној Гори које су попут некадашње ЈРТ заједно реализовале емисију названу Балкан нет.
Године 2005, заједно са Маринком Маџгаљем, оснива музичку групу Фламингоси, а на ТВ Пинку имали су емисију Ћао Дарвине. На ТВ Пинк тренутно води емисију Амиџи шоу у којој је водитељ и Оскар, Огњенов алтер его. Од 2009. године био је водитељ ријалити програма Фарма, а до 2017. водитељ ријалити програма Задруга.

## Улоге
| Год.      | Назив                       | Улога      |
| --------- | --------------------------- | ---------- |
| 2000-е    |                             |            |
| 2004.     | Последња Нова година        | самог себе |
| 2005.     | Југа                        | самог себе |
| 2005.     | Љубав, навика, паника       | полицајац  |
| 2007.     | Црни Груја и камен мудрости | Радоња     |
| 2010-е    |                             |            |
| 2013—2015 | Друг Црни у НОБ-у           | пијанац    |
| 2020-е    |                             |            |
| 2021.     | Певачица                    | водитељ    |

### Спотови
| Спот                | Година | Режисер                                  |
| ------------------- | ------ | ---------------------------------------- |
| Медо брундо         | 2009.  | —                                        |
| Змија и жаба        | 2009.  | —                                        |
| Киша је падала      | 2009.  | —                                        |
| Позитива            | 2014.  | G★ Production                            |
| Очију ти            | 2016.  | G★ Production                            |
| Шарала варала       | 2017.  | G★ Production                            |
| Превара             | 2017.  | G★ Production                            |
| Кисела бомбона      | 2018.  | G★ Production                            |
| Бумеранг            | 2018.  | G★ Production                            |
| Скупа бочица        | 2018.  | G★ Production                            |
| Осумњичена          | 2019.  |                                          |
| Додај гас           | 2020.  |                                          |
| Пустиња             | 2021.  | Ведад Јашаревић                          |
| Гангстер и старлета | 2021.  | Огњен Амиџић,Данијела Димитровска Амиџић |

## Емисије
| Година                | Наслов               | Позиција    | Телевизија          |
| --------------------- | -------------------- | ----------- | ------------------- |
| ????                  | Ви-Џеј 015           | водитељ     | ТВ Шабац            |
| ????                  | Гаража               | водитељ     | РТС 1               |
| 2000.                 | Поп експрес          | водитељ     | РТС 1               |
| 2002—2003.            | Џунгла               | водитељ     | РТВ Пинк            |
| 2003—2004.            | Најбољи пријатељи    | водитељ     | РТВ Пинк            |
| 2004—2005.            | Балкан нет           | водитељ     | РТВ Пинк            |
| 2004—2005.            | Сав тај Пинк         | водитељ     | РТВ Пинк            |
| 2007—2008.            | Ћао дарвине          | водитељ     | РТВ Пинк            |
| 2008—данас            | Амиџи шоу            | водитељ     | РТВ Пинк            |
| 2008.                 | Плесом до снова      | такмичар    | РТВ Пинк            |
| 2009—2016, 2024—данас | Фарма                | водитељ     | РТВ Пинк Народна ТВ |
| 2011.                 | Двор                 | водитељ     | РТВ Пинк            |
| 2014.                 | Пинкове звездице     | члан жирија | РТВ Пинк            |
| 2014.                 | Пинк мјузик фестивал | водитељ     | РТВ Пинк            |
| 2017.                 | Моћни програм        | водитељ     | РТВ Пинк            |
| 2017—данас            | Задруга              | водитељ     | РТВ Пинк            |

## Улоге у синхронизацијама
| Година | Наслов                                 | Улога          |
| ------ | -------------------------------------- | -------------- |
| 2012.  | Храбра Мерида                          | Млади Мекгафин |
| 2021.  | Бела и Себастјен: Авантура се наставља |                |